# Audiologia global

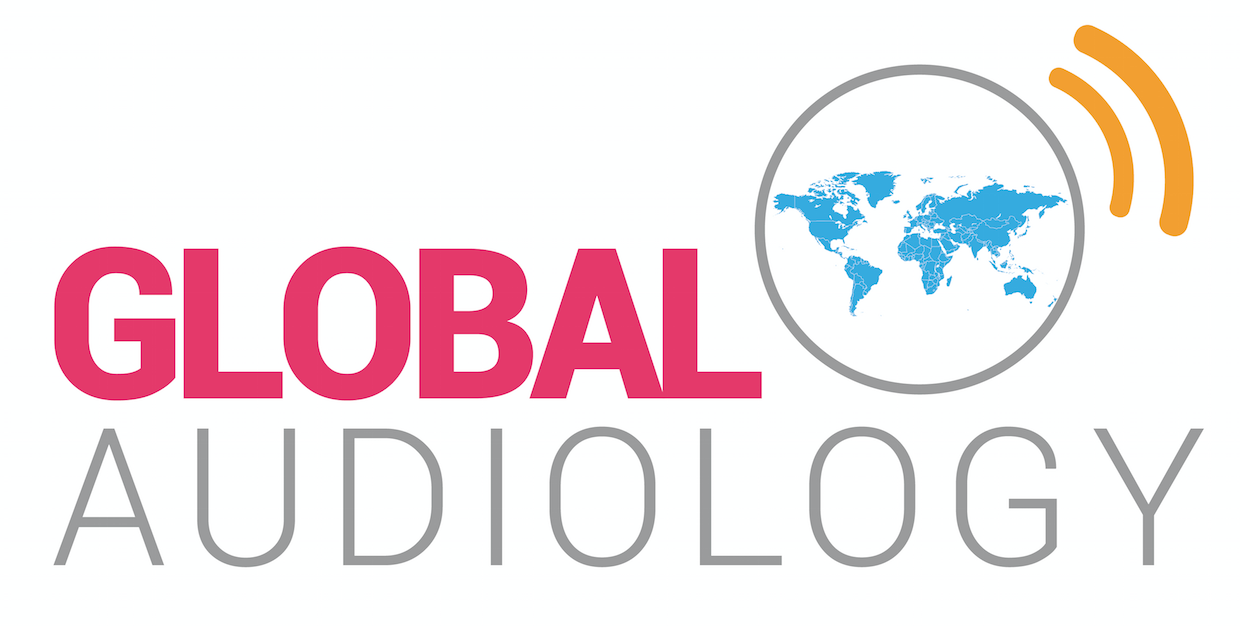
Logo da iniciativa Audiologia global (Global Audiology) na Wikiversidade

Audiologia global refere-se tanto a uma temática e campo de pesquisa quanto a uma iniciativa colaborativa de acesso aberto em saúde auditiva na Wikiversidade. O campo de pesquisa da audiologia global investiga as disparidades no acesso aos cuidados auditivos, as variações culturais e socioeconômicas na prática audiológica, e o desenvolvimento de soluções adaptadas às necessidades específicas de diferentes regiões e populações. Como recurso educacional na Wikiversidade, a audiologia global é um recurso colaborativo projetado para documentar a compreensão da educação e prática clínica em audiologia em escala mundial. A iniciativa é coordenada pela Sociedade Internacional de Audiologia visando facilitar o intercâmbio de conhecimentos entre profissionais, pesquisadores e comunidades de diferentes países.
O contexto que justifica a abordagem da audiologia global reside na lacuna substancial entre a necessidade e o acesso aos serviços de cuidados auditivos identificada pela Organização Mundial da Saúde, particularmente em países de baixa e média renda. O cenário é agravado pela falta de informações acessíveis e cientificamente embasadas sobre perda auditiva, escuta segura e saúde auditiva, somente 17% das pessoas que poderiam se beneficiar de aparelhos auditivos tem acesso efetivo à tecnologias de amplificação sonora da audição. Para enfrentar essas disparidades, o Relatório Mundial da Audição, publicado em 2021, destaca a importância de integrar os cuidados auditivos aos sistemas nacionais de saúde para alcançar a cobertura universal de saúde.
Diante desse panorama, os objetivos da audiologia global incluem facilitar a criação de redes entre provedores e usuários de serviços de saúde auditiva, em especial, em ambientes com recursos limitados, e fomentar de iniciativas de colaboração de pesquisa e ensino em audiologia entre países. O desenvolvimento de conhecimentos sobre as tendências de prática audiológica em diferentes regiões é considera uma estratégia para avança na efetividade e disponibilização de serviços especializados em saúde auditiva.

### Iniciativa de Audiologia Global na Wikiversidade
A iniciativa de audiologia global na Wikiversidade é um recurso colaborativo com informações sobre prática clínica de audiologia em diferentes países. O recurso foi elaborado pelo grupo de trabalho de Audiologia Global da Sociedade Internacional de Audiologia. As informações específicas de cada país são criadas por pesquisadores e profissionais de cada região e disponibilizadas para colaboração de qualquer pessoa que pode editar, revisar e desenvolver as informações. O projeto foi iniciado em 2016 com o lançamento do recurso online Global Resource for Audiology Information Networking, que incluía conteúdos sobre a prática da audiologia fornecidos por voluntários de todo o mundo. Em 2019, a iniciativa recebeu o endosso da Sociedade Internacional de Audiologia, que assumiu sua gestão e transferiu o conteúdo para a Wikiversidade com objetivo de facilitar a contribuição de comunidades de interesse por meio de mecanismos mais acessíveis de colaboração.

## Links externos
- Global Audiology na Wikiversidade em inglês
- Audiologia Global na Wikiversidade em português
- Webinar de acesso aberto sobre audiologia global
- Grupo de Trabalho em Audiologia Global da Sociedade Internacional de Audiologia
- Organização Mundial da Saúde Prevenção da Surdez e Distúrbios Auditivos
- Relatório Mundial da Audição (World Report on Hearing, World Health Organization. 2021)